# Список членов Dream Theater

## Первый альбомный состав (1985)
В это время группа называлась Majesty и выпустила демоальбом Majesty Demo
- Крис Коллинз (англ. Chris Collins) — вокал
- Джон Петруччи (англ. John Petrucci) (род. 12 июля 1967) — гитара
- Джон Маянг (англ. John Ro Myung) (род. 24 января 1967) — бас-гитара, стик
- Кевин Мур (англ. Kevin Moore) (род. 26 мая 1967) — клавишные
- Майк Портной (англ. Mike Potnoy) (род. 20 апреля 1967) — барабаны

Позже Коллинз покинул коллектив из за творческих разногласий. Крису не нравилось в то время направление группы.

## Второй состав (1986—1991)
- Чарли Доминичи (англ. Charlie Dominici) (род. 16 июня 1951) — вокал
- Джон Петруччи — гитара
- Джон Маянг — бас-гитара, стик
- Кевин Мур — клавишные
- Майк Портной — барабаны

Доминичи так же ушёл из группы из-за творческих разногласий. Из интервью к бонусному DVD «Score»:
«Группа в некоторых местах песен требовала для меня исполнять вокальные партии так высоко, что я еле справлялся с этим!»

## Третий состав (1991—1994)
- Джеймс ЛаБри (англ. Kevin James LaBrie) (род. 5 мая 1963) — вокал
- Джон Петруччи — гитара
- Джон Маянг — бас гитара, стик
- Кевин Мур — клавишные
- Майк Портной — барабаны

Ещё во время записи, Кевин отдалился от остальных участников группы (как это видно из DVD «5 Years in a LIVEtime»).
После записи альбома, Мур сообщил остальным участникам группы, что не отправится вместе с ними в тур в поддержку альбома и уходит из группы, обосновывая это тем, что ему перестал нравиться стиль Dream Theater и он будет заниматься сольным творчеством. Фактически в момент мастеринга и выхода альбома Кевина уже не было с группой.
В результате этого группа была вынуждена срочно искать нового клавишника перед тем, как планировать следующий тур в поддержку альбома Awake. В начале они хотели пригласить клавишника Йенса Юханссона, но их опередила группа Stratovarius, пригласив Йенса раньше. Позже, Петруччи с Портным столкнулись с Джорданом Рудессом в журнале «Keyboards» где он был признан как «лучший молодой талант» в опросе читателей и пригласили его.
Несмотря на то, что концерт в Бербанке, штат Калифорния, прошёл очень удачно и группе новый музыкант понравился, Рудесс решил принять приглашение от группы The Dixie Dregs вместо Dream Theater, так как с The Dixie Dregs он работал в качестве сессионного музыканта и у него была возможность проводить больше времени со своей молодой семьёй.
Расстроенные, группа наняла в качестве клавишника приятеля одного из однокурсников Беркли Дерека Шериняна. Он, по результатам тура в поддержку альбома Awake, стал новым постоянным клавишником Dream Theater.

## Четвёртый состав (1995—1999)
- Джеймс ЛаБри — вокал
- Джон Петруччи — гитара
- Джон Маянг — бас гитара, стик
- Дерек Шеринян (англ. Derek Sherinian) (род. 25 августа 1966) — клавишные
- Майк Портной — барабаны

В 1998 году Майк Верней из лейбла Magna Carta Record предложил Портному создать отдельный сайд проект, который бы так же как и DT, исполнял прогрессив. На место из всех прослушанных гитаристов подошёл Джон Петруччи, место бас гитариста занял Тони Левин, а на клавишные Майк вновь пригласил Джордана Рудесса, который к тому времени вышел из состава Dixie Dregs. Проект назвали, как Liquid Tension Experiment.
После того, как группа выпустила 2 альбома, Портной с Петруччи предложили Рудессу присоединиться к группе и он с радостью принял это предложение. Дереку ничего не оставалось, как покинуть коллектив. Хотя позже он признался, что расценил это как положительный знак и начал успешную сольную карьеру.

## Пятый состав (1999—2010)
- Джеймс ЛаБри — вокал
- Джон Петруччи — гитара
- Джон Маянг — бас гитара, стик
- Джордан Рудесс (англ. Jordan Rudess) (род. 4 ноября 1956) — клавишные
- Майк Портной — барабаны

В сентябре 2010 Майк Портной объявил о своём уходе из группы.

## Нынешний состав (2010 — наше время)
- Джеймс ЛаБри — вокал
- Джон Петруччи — гитара
- Джон Маянг — бас гитара, стик
- Джордан Рудесс — клавишные
- Майк Манджини (англ. Mike Mangini) (род. 18 апреля 1963) — барабаны